# 北大路魯山人

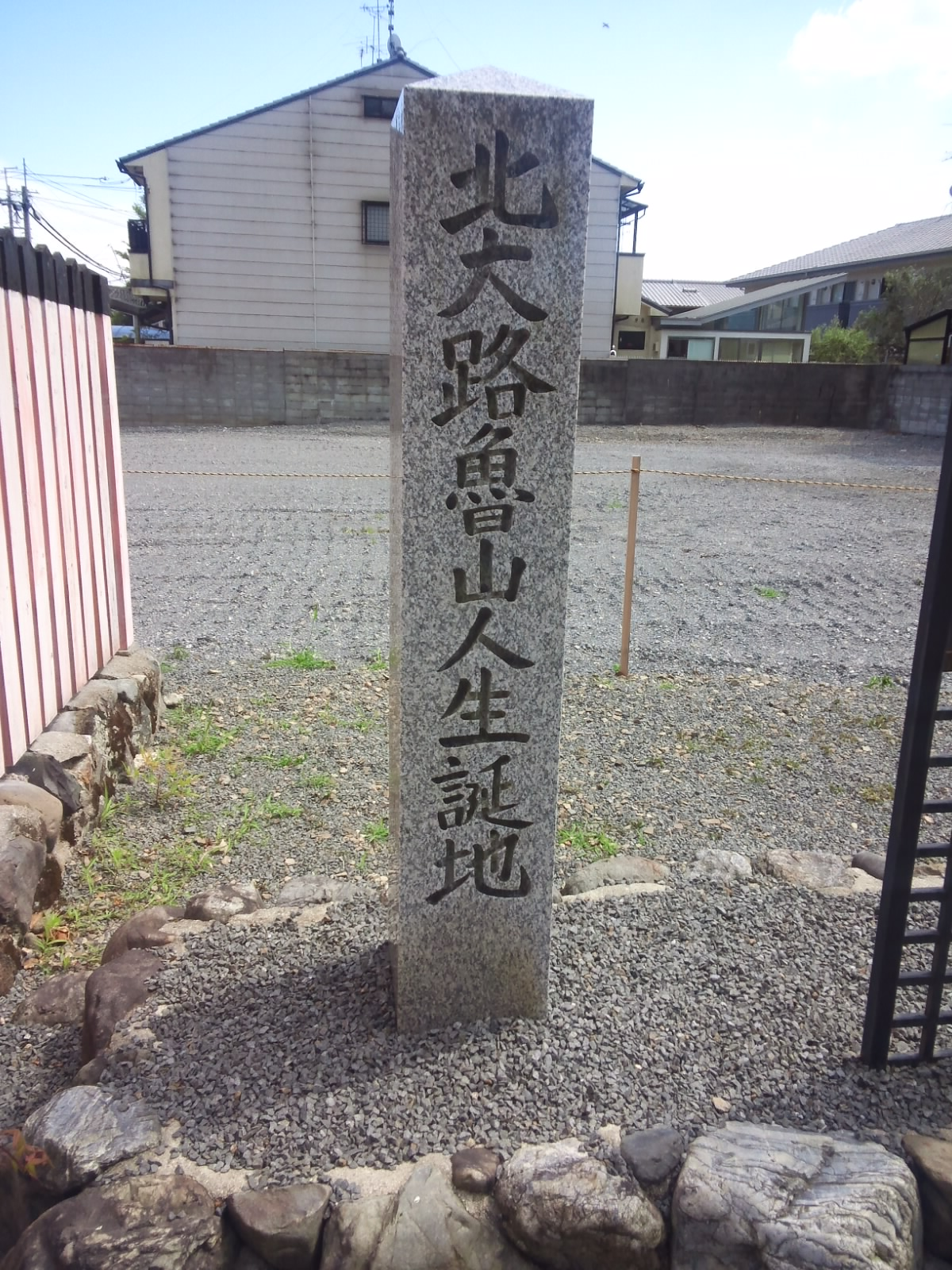
北大路魯山人生誕地 石標（京都市・上賀茂）

北大路 魯山人（きたおおじ ろさんじん、本名：北大路 房次郎〈きたおおじ ふさじろう〉、1883年〈明治16年〉3月23日 - 1959年〈昭和34年〉12月21日）は、日本の芸術家。出生前に父親を亡くし、母親からも捨てられるが、複数の養親と素封家の家を転々としながら独学で美に関する見識を高め、生涯を通じて、篆刻、絵画、陶芸、書道、漆工、料理などのさまざまな分野で活動した。
私生活では過酷な幼児体験から他者を信頼することができず、誰に対しても率直な発言をおこなったために、周囲と多くの摩擦を引き起こして孤独な晩年を送った。

## 生涯
1883年（明治16年）、上賀茂神社の社家である北大路清操（きよあや / せいそう）と、同じく社家の西池家出身である登女（とめ）の次男として生まれる。士族の家柄ながら生活は貧しく、社会情勢は版籍奉還と1871年（明治4年）に施行された俸禄制と世襲制の廃止による混乱期にあった。父・清操は東京と京都を往復する暮らしをしていたが、房次郎（魯山人）が生まれる4か月前に自殺。母・登女は知り合いで巡査の服部良知の紹介で滋賀県滋賀郡坂本村（現：大津市坂本）の農家に房次郎を預けたのちに失踪。預け先でも房次郎は放置され、その状況を見かねた服部夫人が連れ戻した。1883年9月6日、房次郎は服部家に入籍して服部房次郎となる。しかし、7月2日に服部巡査は行方不明になり、同年秋に巡査の妻も病死したため、この養子の夫婦が義理の弟である幼い房次郎の面倒を見ることになる。
3歳の春、上賀茂神社の東側に拡がる神宮寺山を養姉に連れられて散歩をしている時、のちに魯山人の原風景となる、真っ赤なツツジが咲き誇る姿を目にする。房次郎はこの激しい色彩の渦を見て「美の究極」を感じ、自分は美とともに生きようと決心したという。その頃、義兄が精神異常を来たしたのちに死去。1887年（明治20年）頃、房次郎が4、5歳時に義姉は房次郎と息子を連れて実家に身を寄せるが、そこで義姉の母から激しい虐待を受ける。2、3か月後、これを見かねた近所の人が上京区（現：中京区）竹屋町の木版師・福田武造、フサ夫人に養子縁組を持ちかける。こうして房次郎は1889年（明治22年）6月22日、福田房次郎となり、以後33歳までの約27年間福田姓を名乗ることとなる。福田家では6歳の頃から台所仕事を買って出、味覚を育み料理の基本を学んでいく。
10歳の時に梅屋尋常小学校を卒業。春には京都・烏丸二条の千坂和薬屋（現・わやくや千坂漢方薬局）に住み込みの丁稚奉公に出される。ある日、奉公先での使い走りの最中に御池油小路西入ル森ノ木町にある仕出し料理屋「亀政」の行灯看板を見て、そこに描かれた一筆描きの亀の絵と文字に心を奪われる。その絵を描いたのは「亀政」の長男で、のちに京都画壇総帥として帝展文展に君臨することになる竹内栖鳳であった。1895年には第四回内国勧業博覧会に出品された竹内の『百騒一睡』（大阪歴史博物館蔵）を観て感動し、日本画家を志すようになる。この出会いで絵に対する好奇心と情熱が高まり、1896年（明治29年）1月に奉公を辞め、養父母に画学校への進学を頼み込むが、家計上の問題もあり断念。養父の木版業の手伝いを始め、扁額や篆刻などの基礎的な技術を身に着けていく。他方、初めて一字書きの書道コンクールに応募し、何万の出展作品の中から天の位、地の位、佳作に一点ずつ入賞。以後も応募を続け、次々と賞を受ける。14、5歳の頃には賞金で絵道具を買って自己流で絵を描き始め、西洋看板画家としても活動した。
20歳の時、房次郎の従兄を名乗る縫箔屋によって実母の登女が東京にいることを知らされ、上京して会いに行くが拒まれ、房次郎は東京で書家を志す。登女は四条隆英男爵家で女中頭として働いており、房次郎は男爵の口利きで日下部鳴鶴と巌谷一六に師事するが、教えが技巧や決まりごとに偏っていたうえ、書道は楷書体の練習から始めよという指導方針に納得できないものを感じてすぐに師弟関係を解消し、隷書体の稽古に没頭する。1904年（明治37年）、日本美術協会主催の美術展覧会に出品した隷書体による『千字文』が褒状一等二席を受け、田中光顕に買い上げられる。選考委員の中には先の日下部や巌谷もおり、白髭をたくわえた50歳代の年配の応募者が居並ぶ中で、21歳での受賞は前代未聞の快挙であった。この展覧会では福田海砂（かいさ）と号した（この号は翌年までの2年間のみ使用）。1905年（明治38年）、町書家・岡本可亭（漫画家岡本一平の父、洋画家岡本太郎の祖父）の内弟子となり、3年間岡本家に住み込みで版下書きの仕事を始める。可亭からは福田可逸（かいつ）の号を授かり、次第に師をしのぐほどに仕事の依頼が増えていく。この頃には登女との関係も改善しており、この時期の仕事には平安時代から江戸時代までの古典文学叢書「有朋堂文庫」（ゆうほうどうぶんこ）の隷書体による題箋があげられる。やがて帝国生命保険会社（現・朝日生命保険相互会社）に文書掛として出向するようになり、1907年（明治40年）、福田鴨亭（おうてい）を名乗り、可亭の門から独立する。翌1908年（明治41年）2月17日に結婚。その年の夏に長男・桜一（おういち）が誕生。仕事は繁盛し、収入を文具骨董、外食に注ぎ込むようになる。また合間には書肆に出掛けて畫帖や拓本などの典籍を求め、夜は読書と研究に没頭した。この時期、実業之日本社の社長、増田義一に見込まれ、六朝楷書で同社の看板と雑誌「實業之日本」、「幼年の友」、「小學男生」、「少女の友」、「日本少年」、「婦人世界」などの題字を揮毫した。
1910年（明治43年）12月、実母と共に朝鮮に旅立つ。母を京城（ソウル）の兄のところへ送り届けて朝鮮を3か月間旅した後、朝鮮総督府京龍印刷局に書記として3年ほど勤務する。1911年（明治44年）3月、日本に残した妻に次男の武夫（たけお）が誕生。京城滞在1年弱で中国の上海に向かい、書家・画家・篆刻家として当代一と名の高かった呉昌碩に会い、呉から「隨縁草堂」という扁額を譲り受ける。1912年（明治45年）夏に帰国し、書道教室を開く。半年後、滋賀県長浜の素封家・河路豊吉に食客として招かれ、書や篆刻の制作に打ち込む環境を提供された。ここで房次郎は福田大観（たいかん）の号で小蘭亭の天井画や襖絵、篆刻など数々の傑作を当地に残している。そして敬愛する竹内の後援者であった長浜の縮緬問屋、柴田源七の食客になることが叶い、訪れた竹内に落款印を彫らせてもらうよう願い出る。その款印を気に入った竹内が門下の土田麦僊らに紹介したことで日本画家との交わりが始まり、名を高めていくことになった。1913年（大正2年）、京都に戻った大観は柴田を介して知り合った冨田溪仙の紹介で、生涯の大パトロンとなる内貴清兵衛の知遇を得る。1915年（大正4年）には、金沢の細野燕台や太田多吉のもとに寄寓し、美味しい食物や陶器に触発される。
1916年（大正5年）、3年前に長兄が他界したことで母の登女から家督相続を請われ、北大路姓を継いで北大路魯卿（ろけい）と名乗る。そして北大路魯山人の号を使い始める（数年間は魯卿と併用）。その後も長浜をはじめ京都・金沢の素封家の食客として各地を巡り、味覚や器の使い方、客あしらいなどに関する見識を深めた。さらに内貴の別荘・松ヶ崎山荘で調理の研鑽を積む。ここでは客が増えた時の料理の誂え方や、食材をさまざまな料理に調理する方法、残肴を別な料理に作り替える方法などを学ぶ。1917年（大正6年）、便利堂4代目の中村竹四郎の知己を得て、古美術店の大雅堂を共同経営することになる。大雅堂では、常連客に高級食材を使った料理を古美術品の食器で提供するようになり、1921年（大正10年）、会員制食堂「美食倶楽部」を発足。自ら厨房に立って料理を振舞ったが、顧客が増えたために食器が足りなくなり、食器も自分で制作するようになる。さらに、大雅堂から竹内のために彫った落款印八十八顆を捺した印譜『栖鳳印存』（せいほういんぞん）を刊行。1923年（大正12年）、文部省の査定により制定された常用漢字を楷書体・行書体・草書体の三体で揮毫した臨書のための法帖『常用漢字三體習字帖』（じょうようかんじさんたいしゅうじちょう）を刊行。これは北大路魯卿名義で、序文は前文部大臣の鎌田榮吉と国語調査会主事の保科孝一によった。1924年（大正13年）、伏見の初代宮永東山の窯を訪ね、初めて青磁をつくる。1925年（大正14年）3月20日には東京・永田町の「星岡茶寮」を中村とともに借り受け、中村が社長、魯山人が顧問となり、会員制高級料亭を始めた。この頃から魯山人の芸術的な志向は中国美術から日本美術に移っていく。1926年（大正15年）、夏から秋にかけて魯山人窯芸研究所「星岡窯」を築窯する。9月、次男の武夫が15歳で夭折する。
1927年（昭和2年）、宮永東山窯から荒川豊蔵を鎌倉山崎に招き、星岡窯で本格的な作陶活動を開始する。1928年（昭和3年）には日本橋三越にて星岡窯魯山人陶磁器展を開く。1930年（昭和5年）には古物商の秦秀雄と出会い、意気投合して星岡茶寮の支配人として取り立てた。1931年（昭和6年）から翌年にかけて、便利堂から『古染付百品集』上下巻を刊行。1932年（昭和7年）6月1日、来日した英国の俳優・映画監督のチャールズ・チャップリンが第十四代東京市長・永田秀次郎の案内で星岡茶寮を訪れ、饗応を受ける。魯山人はこの時チャップリンが描いたドタ靴と富士山の2点の席画を絶賛した。1933年（昭和8年）、木瓜書房から自作の篆刻印譜『作瓷印譜磁印鈕影』（さくじいんぷじいんにゅうえい）刊行。星岡茶寮が繁盛する一方、魯山人の横暴さや出費の多さから、1936年（昭和11年）には中村から内容証明郵便で解雇通知を言い渡され、魯山人は星岡茶寮を追放された。以降は作陶で生計を立てることとなり、自宅の母屋である春風萬里荘（しゅんぷうばんりそう）の賃貸を始め、顧客の迎賓館として使用していた慶雲閣（けいうんかく）を住居とした。さらに鳩居堂を通じて篆印の受注制作を始め、わかもと製薬社主の長尾欽弥、よね夫妻をはじめとする、かつての星岡時代の顧客からの販促用や贈答品用の大口注文や、懇意にしていた料理屋や旅館からの食器の注文でどうにか糊口をしのぐ。1938年（昭和13年）、新潟県の石油王、中野忠太郎の依頼で初めて金襴手（きんらんで）をつくる。さらに日本一の萌葱金襴手をつくって欲しいとの要望を受け、中野の潤沢な資金援助と、宮永東山窯の工人で赤絵の名手である山越弘悦の協力を得て、1年間にわたる試行錯誤の末に完成した。
戦時中は星岡窯で軍用食器もつくったが、職人が兵隊や徴用に取られて人材不足に陥り、銃後の物資不足で軍から特配された薪も底をつき、しばらくは敷地内の木を伐るなどして対応したものの、星岡窯は横須賀海軍工廠に近く、1937年（昭和12年）8月に改正された軍機保護法の排煙規制により窯を焚けなくなり、創作活動を作陶から書や篆刻、漆工に切り替える。また、この頃相馬御風の仲介で良寛の書を手に入れたのを機に良寛に傾倒していき、作品にもその影響があらわれていく。このように創作面では新境地に至ったが、得られた収入は作品の材料費と食費に消え、職人にまともな給料を払わなかった。1939年（昭和19年）12月、日本橋の白木屋百貨店の地階に取り寄せができる食料品店「魯山人山海珍味倶楽部」を開くが1年ほどで閉店。1945年（昭和20年）、空襲により星岡茶寮が焼失。このとき、魯山人は「俺に弓を引くような真似をするからだ」と語ったと伝えられている。終戦後の1946年（昭和21年）、銀座に自作品の直売店「火土火土美房（かどかどびぼう）」を開店、書画や器、さらに基部を自作の陶器で造った電気スタンドなども陳列し、在日外国人から好評を博す。1949年（昭和24年）、長男の桜一が死去。1951年（昭和26年）、アジア美術を専門とするパリのチェルヌスキ美術館の「現代日本陶芸展」に出品された魯山人作「柿の葉文組皿」が好評を博し、評判を聞いたピカソがヴァロリスの美術館で魯山人の作品を観る。4月に鎌倉在住の文化人を自宅に招き、観桜会を開く。晩年の魯山人は自邸に客を招いてこのような小さな宴を月に数回開くようになる。12月には前年に結婚したイサム・ノグチと山口淑子を星岡窯の敷地に住まわせ、のちに日本の陶磁器研究家となる進駐軍の新聞記者、シドニー・カルドーゾの知遇も得たことで海外にも魯山人の名が知られるようになる。この頃から岡山に赴き、陶芸家の金重陶陽と備前焼の作陶を始める。平野武（平野正章、のちに平野雅章）を編集人として雇い、火土火土美房の機関紙「獨歩」（どっぽ）の発行を開始する。晦日近く越年の金策に窮した魯山人は、金沢時代から親交があった漆芸家、遊部重二の発案で立て続けに数点の屏風絵と書幅を書く。
1953年（昭和28年）、1月、デイヴィッド・ロックフェラー夫人、マーガレット・ロックフェラーの訪問を受ける。4月から5月にかけて、遊部重二の仲介により川崎汽船が保有するパナマ船籍の石油タンカー船「アンドリュー・ディロン号」のために二点の壁画『桜』、『富士』を制作する。1954年（昭和29年）、4月から6月にかけてロックフェラー財団の招聘で欧米各地で展覧会と講演会が開催され、その際に南フランスのヴァロリスとヴァンスでピカソとシャガールに会う。あわせて渡欧に際して携行した約200点の自作陶器をアメリカの美術館に寄贈。なお、この旅行は当初国費で渡欧する予定だったが、それでは言いたいことも言えなくなるとして、魯山人は多額の借金をして旅費を工面した（2015年時の貨幣価値に換算して約1億円）。そのために経済的に困窮し、以後は返済のために盛んに展覧会を催す。10月「北大路魯山人帰朝第一回展」を開催。1955年（昭和30年）、前年に発足した重要無形文化財保持者指定制度にて織部焼の人間国宝に指定されるが辞退した。この年は京都、新潟、高岡、富山、東京で計六回の展覧会を開く。1956年（昭和31年）、日本橋髙島屋で「魯山人五十回個展記念展」を開催。この年と翌1957年は展覧会を四回、1958年は五回の展覧会を開くが、この年から急速に体調が悪化していく。家計はますます逼迫し、窯場の人間たちにほとんど給料を払えず、電気料金の支払いにも事欠くありさまだった。1957年（昭和32年）には最古参の職人で星岡窯の重鎮だった松島宏明（文智）が去り、星岡窯は求心力を失っていく。給料をもらえない職人や使用人たちは贋作を作ったり作品をくすねたりするようになった。
1959年（昭和34年）、5月に東京国立近代美術館で開催された「現代日本の陶芸展」に姿を見せるが、魯山人はすでに自力で歩行できない状態となっていた。魯山人は作陶を諦めて書道での再出発を期し、10月に京都美術倶楽部で「魯山人書道藝術個展」を開くが、これが最後の展覧会となる。11月4日、鎌倉の自宅で尿閉を発症し、横浜十全病院（現：横浜市立大学附属市民総合医療センター）に緊急入院、前立腺の摘出手術を受けて小康状態となる。しかし吐血症状が起きたために再手術を受けると末期の肝硬変が判明。もはや手遅れの状態であり、そのまま閉腹して死を待つばかりとなった。12月21日死去。76歳没。純真無垢な子供のようなあどけない死顔であったとされる。12月24日に鶴岡八幡宮で神式による葬儀が営まれた。相続に際しては、以前から窯場の職人たちにまともな給料を払えず、退職金もなかったため、福田家の主人である福田彰が遺産分配人となり、窯場に残された作品や半製品、成形型、釉薬、陶土を現物支給品として分配した。しかし、分与を受けた親族たちは誰も遺骨を引き取ろうとせず、結局傍系の親族である丹羽茂雄が預かることとなり、最終的に三番目の妻、島村きよとの長女・和子の采配によって洛北西賀茂の西方寺近くにある市営の小谷墓地に埋葬された。戒名は「妙法祥院高徳魯山居士」。墓碑銘には生前の魯山人が書かせ、その出来栄えを誉めたという、和子が1937年（昭和12年）、10歳のときに揮毫した筆文字で「北大路家代々之霊墓　昭和十二年十二月建立　北大路和子書」と刻まれている。

## 死後
1960年（昭和35年）、前年から準備を進めていた食物に関する著書『春夏秋冬料理王國』を淡交社から刊行。魯山人は星岡茶寮時代から食物と料理に関する文章を数多く発表してきたが、初の著書となる本書を目にすることはなかった。1964年（昭和39年）、美術出版社から平野武の編集で『独歩 魯山人芸術論集』を刊行。1971年（昭和46年）、文藝春秋より白崎秀雄による評伝『北大路魯山人』刊行。1974年（昭和49年）から翌年にかけて、東京書房社より平野正章の編集による魯山人が書いた料理・書道・陶芸に関する文章や語録をまとめた『魯山人味道』、『魯山人書論』、『魯山人陶説』刊行。1980年（昭和55年）には五月書房より同じく平野雅章の編集による『魯山人著作集 全三巻』（陶芸論集・料理論集・美術論集）を刊行。さらに、1983年（昭和58年）には平凡社より平野雅章の監修による『別冊太陽 生誕百年記念特集号 北大路魯山人』が刊行された。これらは同時期に再刊された習字帖や印譜とともに何度も版を重ね、魯山人に関する代表的な文献となった。1998年（平成10年）に「慶雲閣」が焼失、火元は焼身自殺を図った建物の管理人の放火とされる。2009年（平成21年）、3月23日に魯山人の生誕126年と没後50年を祝して、生誕地である上賀茂北大路町に石標が建立された。石標の文字は当時の京都市長（第二十六代）門川大作の揮毫による。4月から2010年（平成22年）5月にかけて「没後50年 北大路魯山人展」が広島、福島、北海道、滋賀、東京、愛知、兵庫の一都一道五県で開催された。なお、この展覧会出展品には1953年に制作されたが海外で行方不明になっていたアンドリュー・ディロン号の壁画二点が含まれており、46年ぶりの里帰り展示となった。

### 子孫
1948年（昭和23年）、鎌倉で孫が誕生し、祖父の魯山人が「泰嗣（ひろし）」と命名した。泰嗣は陶芸家としても有名であった魯山人の影響を受け、幼い頃から魯山人と親交のあった荒川豊蔵の水月窯で陶芸の修業を積み、1992年(平成4年）、岐阜県に「无疆窯（むきょうがま）」を開設し、その窯元として活動している。

## 人物
魯山人は母の不貞によりできた子で、それを忌んだ配偶者の清操は魯山人の出生前に割腹自殺を遂げた。結局実父が分からぬまま生後すぐ里子に出され、6歳で福田家に落ち着くまで養家を転々とした。この出自にまつわる鬱屈は晴れることなく、人格形成に大きな影響を及ぼした。六度の結婚（1908年〈明治41年〉、1917年〈大正6年〉、1927年〈昭和2年〉、1938年〈昭和13年〉、1940年〈昭和15年〉、1948年〈昭和23年〉）は全て破綻し2人の男児は夭折した。娘の和子が生まれた後の二度の結婚は自分の幼少期の体験から和子には母親が必要だと考えたからだが、海外旅行で抱えた借金で貧窮の極みにあった家計の足しにと、当の和子が魯山人の骨董を持ち出したことから勘当し、己が病床にあっても枕頭に呼ぶことすら許さなかった。その一方、家庭の温かみに飢えていた魯山人は、1954年から3年間放送されたNHKのラジオドラマ『青いノート』がお気に入りで、何気ない会話や微笑ましい場面によく肩を震わせ涙を流して嗚咽したという。魯山人は原作者の乾信一郎に会ってみたいと話している。
美食家として名を馳せた魯山人は、渡仏の際に訪れた鴨料理店「トゥール・ダルジャン」で、「ソースが合わない」とし、自ら持参した粉わさびを溶いた醤油で食べたこともあった。酒の好みはビール党で、自分でビールジョッキも造った。銘柄はキリンビールの小瓶を好み、お湯割りの日本酒も嗜んだが、海外旅行から帰ってきてからはベルギーのツボルグや、スコッチ・ウィスキーのオールド・パーなども飲むようになった。星岡窯の敷地に住んだ山口淑子によれば、魯山人は自分が風呂から上がって7秒後に冷えたビールが出ないとお手伝いさんを怒鳴ったという。しかしながら、魯山人の来客に対する懇切なもてなしぶりを伝える逸話は多く、小山富士夫が自宅で小宴を催していたある晩、魯山人がビールを持って現れ、小山の夫人にジンとショウガを用意させて即席のジンジャーエールを作って振舞っている。1953年に芸術新潮の取材で北鎌倉の魯山人のアトリエを訪れた写真家の田沼武能は、魯山人はカメラを向けてもマイペースで、足をテーブルに乗せたままポーズも笑顔もなかったが、美味しい鰻でもてなしてくれ、被写体として魅力的な人物だったと語り、同行した青山二郎は、魯山人のことが知りたければ、魯山人から一度技能を取り去って眺めてみれば、魯山人に対する世間の酷評や誤解は半減するとした。晩年の魯山人の助手をつとめた平野雅章によれば、魯山人は細かいことに気が付きすぎる繊細な人間で、相手のことが見えすぎるために凡人はなぜ怒られたのかわからないとし、歯に衣着せぬ発言をするので誤解されるが、根は優しい人物だったという。
傲岸不遜、狷介、虚栄などの悪評が常につきまとい、柳宗悦や梅原龍三郎、横山大観、小林秀雄といった戦前を代表する芸術家・批評家から、世界的画家のピカソまでをも容赦なく罵倒した。この傲慢な態度と物言いが祟り、1936年（昭和11年）に星岡茶寮から追放されてしまう。逆にその天衣無縫ぶりは、久邇宮邦彦王や吉田茂などから愛されもした。複雑な性格で、戦後の魯山人と親交があった陶器商の黒田領治は魯山人の死後に出版された雑誌に「富士山のように遠目には素晴らしくても、近づきすぎると複雑な存在」という意味のことを書いた。阪急電鉄創業者の小林一三とは親交が厚く、いくつかの逸話が残されている。小林が1940年（昭和15年）に商工大臣に就任したとき、魯山人に2尺もある大きな鯛を贈ったところ、魯山人は、「こんなに大きくては不味くて食えない、大鯛は恵比寿にでも持たせておけ。」と側近に命じて返させている。また、魯山人が1943年（昭和18年）に阪急百貨店で個展を開いたとき、小林は、魯山人に対して「少しでも安く売るようにしてほしい」と伝える内容の文章を、同百貨店の美術誌に掲載した。これに対し魯山人は、同年10月19日付の小林に宛てた手紙で、「これが高いと言われるのは不愉快だ」と反論し、さらに同月17日には、その美術誌編集者を小林が気に入っていることが不思議だと、小林自身に対しても批判した上、展覧会の中止を申し出た。

魯山人は世辞や追従、借り物の言葉で話す人間を嫌った。しばしば初対面の人間に喧嘩腰の態度を示したが、陶芸家の加藤唐九郎によれば、これは魯山人が興味を持った人間に対する挨拶のようなもので、魯山人から喧嘩を売られないのは歯牙にかけるに及ばぬ人物ということだという。辻輝子も初対面の魯山人に喧嘩腰で接したところが逆に気に入られて、のちには何度も魯山人の喧嘩の仲裁をしたという。このように、大人に対しては時として酷薄に接する一方、子供に対しては無条件な優しさを示した。近所の子供たちには自宅の敷地を遊び場として提供し、観桜会にも招いた。ある子供が路地に咲いた雪柳の花を竹竿で払い落として遊んでいると、魯山人が駆け寄ってきて「おいおい。花にも命があるんだ。そんなことをしたらかわいそうだろ」と諭した。自然を愛し、花卉や小動物が好きで、いつもスケッチをしていた。少年が「昨日も同じものを描いていましたよね？」と話しかけると、「毎日、同じと思うのかね。すすきも、すすきに来る虫も、毎日違うんだぞ」と諭されたという。魯山人は眠ることが好きだった。早寝遅起き、昼寝が好きで、毎日8時間以上12時間は眠った。立派な芸術は自然に背かず、きちんと夜眠る生活から生まれるとし、電燈が発達したことで昼夜が区別できなくなったために人間本来の持ち物を無くしてしまったとした。魯山人が最晩年の1959年に書いた随筆「小生のあけくれ」はこう結ばれている。
山鳥のように素直でありたい。太陽が上がって目覚め、日が沈んで眠る山鳥のように。

## 作品とその評価
魯山人の芸術分野は分類が困難なほど多岐にわたっており、その数も膨大で、生涯に残した作品は30万点以上と見積もられており、やきものだけをとっても日本の主要な陶芸のジャンルをほぼ網羅している。魯山人の作陶工程は、基礎となる土捏ねやろくろ成型はおおむね工人に任せて、自分は絵付けや櫛目を施すというものであったが、すべての工程の細部にわたって指示を出すプロデューサーのような立場にあった。魯山人の作陶方針は食器として使用することを想定したもので、魯山人は盛り付けさえ過たなければ調和させる自信があるとした。一方、ろくろ成型に携わらない魯山人は陶芸家ではないとする批判もあったが、魯山人亡きあと、かつての窯場の工人たちが魯山人の原型どおりに作ってみたところが、魯山人作品とは似て非なるものができたという。
まず書で世に出た魯山人はその芸術的なキャリアの出発点から書道に重きを置き、書はその人間性をすべて反映するもので、芸術の根幹を成すものと位置付けていた。絵も字と同じく点と線から成り立っていて、字がまずければ絵もまずくなるという考えに至った。1929年（昭和4年）、初対面の加藤唐九郎に「字が書けなければやきものはできない。」と言い放ち、当時字が書けなかった加藤が「では字が書ければやきものはできるか？」と反論すると、魯山人は「できるとも。」と答えたという。加藤は「それは素人のたわごとじゃ。」と激高して喧嘩になったが、後年加藤はこれは確かに魯山人の言う通りだったとし、良いやきものをつくるにはどうしても格調が必要で、それは人間そのものの格調、すなわち書から生まれるとしている。

生来のうまいもの好きと養親の家庭で炊事を受け持っていた経験から、食材の持ち味を活かして余すところなく調理するという魯山人の料理哲学が生まれたが、これは作陶にも生かされ、成形や焼成に失敗した作品をあらたな作品に作り直すことも行った。魯山人は駆け出しの時期を除いて生涯特定の師につかず、自然が織りなす風景と法帖や優れた古美術品を範として、セオリーにとらわれない自由な発想で創作活動を行った。毎日新聞の服部蒼外は1937年に開催された魯山人藝術展のカタログに寄せた文章の中で、魯山人には余技はなく、あるとすればすべてが余技だとし、「魯山人をひねくれ者だという人間がいるが、夢のない者にとっては夢のある者がひねくれ者に見える。」と書いている。一方、魯山人自身は、自分には現代の作品をけなす癖があり、他者からの批判にも滅法強いが、その実、自作の出来栄えには失望していると吐露している。
魯山人の作品は、世田谷美術館、敦井美術館、京都国立近代美術館、足立美術館などの公的なコレクションのほか、魯山人が食客として寄寓していた素封家や逗留した旅館、訪れた料理屋などに対価として残されたものが多数ある。海外の美術館ではニューヨーク近代美術館が魯山人が1954年に渡欧した際に寄贈したコレクションを所蔵している。

すでに述べたとおり、生前から今日にいたるまで魯山人には毀誉褒貶がつきまとい、天才と評する者もいれば、俗物と切り捨てる者もいたが、魯山人自身は自分を褒める者も貶す者も、どちらも芸術を理解していないとして一顧だにしなかった。青山二郎は魯山人のことを書いたというだけで信用を失うとしており、魯山人の芸術は偏見のない好奇心の強い人物のみが理解できるとした。松岡正剛は魯山人の芸術を遊芸と呼び、魯山人を批評しようとすれば、逆に自分が批評される側に立たされるとしている。魯山人は1955年に重要無形文化財の指定を固辞したが、その二十年ほど前にこのような言葉を残している。
現今、芸術の世界にまで勲章が授けられることになり、大いに懐具合のタネになっているらしいが、文部大臣賞とか芸術院賞とかいっても、肝心の文部大臣が芸術のなんたるかを知らない者であっては、どうにもならない。賞をくださる人が目利きであっての授賞なら話はわかる。だから賞を貰う前に、「一体誰がくれるんだ」とまず授賞を決定するご当人たちの銓衡（せんこう）からはじめねばなるまいね。それに作家にとっては、作品が永久にものをいうから、勲章などというアクセサリーはいらないね。
最後に、かつて星岡茶寮の会員だった小説家の吉川英治が、1957年第53回魯山人作陶展のカタログに寄稿した文章を掲げる。

## 著作

### オリジナル
- 『栖鳳印存』1921年、大雅堂美術店、改版1981年、五月書房
- 『常用漢字三體習字帖』1923年、日本書院、改版1977年、1980年、1996年、五月書房
- 『古染付百品集』 （上下巻）1931年、1932年、便利堂、改版1978年、五月書房
- 『魯山人作瓷印譜磁印鈕影』1933年、木瓜書房、改版1980年、五月書房
- 『春夏秋冬料理王國』1960年、淡交社、改題改版『魯山人の料理王国』文化出版局、1980年 
 ※『春夏秋冬料理王国』[注釈 24]、ちくま文庫、2010年1月、中公文庫、2010年1月

### 再編集
- 平野正章編『魯山人味道』東京書房社 1974年、中央公論社 1980年、改版1995年
- 平野正章編『魯山人陶説』東京書房社 1975年、中央公論社 1980年、改版1992年
- 平野正章編『魯山人書論』東京書房社 1975年、中央公論社 1980年、改版1996年
- 平野雅章編『魯山人御馳走帖』廣済堂文庫 2004年
- 平野雅章編『魯山人の美食手帖』角川春樹事務所・グルメ文庫 2008年
- 平野雅章編『魯山人著作集〈第1巻〉陶芸論集』五月書房 1980年、1993年、1998年
- 平野雅章編『魯山人著作集〈第2巻〉美術論集』五月書房 1980年、1993年、1998年
- 平野雅章編『魯山人著作集〈第3巻〉料理論集』五月書房 1980年、1993年、1997年
- 平野武編『独歩 魯山人芸術論集』美術出版社 1964年
- 秦秀雄編『北大路魯山人作品集』1972年、文化出版局
- 白崎秀雄編『北大路魯山人作品図録』徳間書店 1972年
- 白崎秀雄編『北大路魯山人秀作図鑑』グラフィック社 1979年
- 秦秀雄編『魯山人素描集』五月書房 1977年
- 『魯山人の食卓』角川春樹事務所 1998年/グルメ文庫 2004年
- 『魯山人の真髄』河出文庫 2015年

## 関連文献

### 伝記・研究書
- 秦秀雄『北大路家蒐蔵古陶磁圖録』星岡窯研究所、昭和10年（1935年）
- 秦秀雄『星岡随筆』新英社、昭和11年（1936年)
- 秦秀雄『北大路魯山人の星岡』全4巻 東洋書院、昭和52年（1977年）
- 秦秀雄『追想の魯山人』五月書房、昭和52年（1977年）
- 白崎秀雄『北大路魯山人』文藝春秋、1971年／文春文庫、1975年／新潮社、1985年／中公文庫、1997年／ちくま文庫、2013年－最も流通した伝記で、現在流布している魯山人に関する言説はその多くが本書に拠っている。白崎はここで芸術と人間像の視点から魯山人の生涯を書いたが、初版刊行後まもなく関係者から反論が寄せられ、白崎は数度にわたり取材を重ねて改稿を繰り返した[91]。改訂版はすべて二分冊構成で、白崎の没後に刊行されたちくま文庫版は新潮社版を底本にしている。
- 白崎秀雄『魯山人の世界』日本経済新聞社、1981年／アートデイズ、1998年／ちくま文庫、2013年－魯山人の芸術全般についての研究書籍。
- 平野雅章『魯山人 もてなしの真髄』リヨン社 2003年
- 平野雅章『魯山人 雅美礼讃』廣済堂出版 1998年
- 平野雅章編『魯山人 魂を刳（えぐ）る美』二玄社 1998年 －1983年の別冊太陽の特集を魯山人自身の言葉を中心とした内容に再編集。器、食、花、茶、居、書、画、人の8章で美的生活を活写。他にも関連著書多数。
- 山田和『知られざる魯山人』文藝春秋、2007年10月／文春文庫、2011年1月 －著者は大阪毎日新聞の記者で魯山人の後援者だった山田了作（1900-1977）の子息。白崎が描いた魯山人像を否定し、客観的な視点から魯山人を捉え直している。大宅壮一ノンフィクション賞受賞
- 山田和『夢境 北大路魯山人の作品と軌跡』淡交社、2015年11月 － 大著・編年体での芸術活動をたどる。
- 長浜功『北大路魯山人 人と芸術』双葉社〈ふたばらいふ新書〉、2000年 －他にも著書あり。
- 長浜功『北大路魯山人という生き方』洋泉社新書、2008年 －白崎の著作を否定。
- 『魯山人 文芸の本棚』河出書房新社、2015年5月。文集・座談・作家論
- 畑中英二『魯山人前夜 - 北國路を往還する福田大観』サンライズ出版〈淡海文庫 76〉、2025年3月 -大正前半期の福田大観と長浜の素封家の研究書。著者は工芸史家で、信楽焼の研究でも知られる。

### エッセイ、回顧録など
- 松浦沖太『魯山人 味は人なりこころなり』日本テレビ放送網、1996年 －魯山人お抱え料理人のインタビューと魯山人に対する感想録。
- 辻義一『魯山人と辻留器にこだわる』講談社＋α新書 2001年 －著者は料理屋「辻留」主人辻嘉一の子息。父子ともども魯山人と交流があった。他にも著書あり。
- 梶川芳友『魯山人への手紙』求龍堂 1999年 - 他にも著書あり。
- 阿井景子『おもかげ―松本清張 北大路魯山人』 文藝春秋 1995年。改版『わが心の師清張、魯山人』 中公文庫 2001年
- 越後島國男『魯山人との交友の思い出』文藝書房 2003年
- 黒田草臣『美と食の天才 魯山人』 講談社、2007年 ー 著者は晩年の魯山人と交流があった陶器商、黒田領治の子息。火土火土美房の跡地にギャラリー「魯卿あん」を開く。他にも著書あり。
- 黒田草臣『陶芸家列伝 魯山人おじさんに学んだこと』 講談社＋α文庫、2009年

### 図版・写真集など
- 秦秀雄『北大路魯山人作品集』文化出版局、昭和47年（1972年）
- 梶川芳友・林屋晴三・吉田耕三ほか『魯山人の世界』新潮社〈とんぼの本〉、1989年
- 『野に遊ぶ魯山人-四季のうつわ』平凡社、2003年、梶川芳友解説、稲越功一写真 - 何必館・京都現代美術館の所蔵する魯山人の器を四季折々の自然の中で撮影。
- 『魯山人と星岡茶寮の料理』柴田書店、2011年
- 黒田和哉『図鑑 北大路魯山人の食器』光芸出版、1990年
- 小松正衛『北大路魯山人』保育社カラーブックス、1995年
- 『魯山人のうつわ王国―北大路魯山人の器を訪ねる・見る・買う』学習研究社 1999年
- NHK「美の壺」制作班『魯山人の器』日本放送出版協会 2006年
- Sidney Cardozo、平野雅章 『Uncommon clay - The life and pottery of Rosanjin』講談社インターナショナル 1998年
- 『北大路魯山人』平凡社〈別冊太陽　日本のこころ〉、1983年、新版1995年
- 『魯山人でもてなす』平凡社〈コロナ・ブックス〉、2009年
- 山田和『魯山人の書－宇宙に字を書け砂上に字を習え』 平凡社、2010年 
  - 姉妹書『魯山人の美食　食の天才の献立』（平凡社新書、2008年）
  - 姉妹書『魯山人 美食の名言』（平凡社新書、2017年）
- 『永遠なれ魯山人』平凡社〈別冊太陽　日本のこころ〉、2019年、山田和監修

## 関連人物

### 交流のあった人物・影響を受けた/与えた人物

#### 師匠
- 初代 須田菁華 -（すだ せいか、1862-1927）金沢の陶芸家。出生名は与三郎。1891年に山代温泉で築いた九谷焼の窯は今日の菁華窯の礎となる。修業時代の魯山人に陶芸を教えた。太田多吉や須田菁華ゆかりの旅館「あらや滔々庵」には魯山人の初期作品がある。
- 岡本可亭 - 岡本太郎の父方の祖父であり、魯山人の書道の師匠。
- 和田重太郎 - （わだ じゅうたろう、1873-1950）山代温泉の田中屋旅館（1868年創業）主人。1901年に旅館の主人として家督を継ぎ、1915年に魯山人の知遇を得、特別棟「洗心館」の看板を依頼した。和田は鈴木華邨（日本画）や村上九郎作（彫刻）に師事した画家でもあり、好山と号した。以来親交を深めた魯山人に絵を教えた。田中屋旅館は1990年にたちばな四季亭と改称し、重太郎や魯山人の作品やゆかりの品々が展示されている。

#### 後援者
- 細野燕台 - ほその えんたい、数寄者。
- 太田多吉 - おおた たきち、1852-1932。金沢の料亭「山乃尾」の創業者、数寄者。
- 吉野治郎 - （よしの じろう、1861-1921）藩政時代から続いた山代温泉の総湯旅館「吉野屋」（旧称：碧泉館）主人。数寄者でもあり、桜栖（おうせい）と号した。吉野は細野燕台の紹介で魯山人を知り、依頼した扁額制作の仕事場として自らの離れを貸し与え、魯山人はここで吉野屋や靑華窯の看板を彫った。治郎の息子・恒（ひさし）は同い年の魯山人と仲が良く、二人でスッポン捕りや舟遊びなどに興じた[93]。吉野屋旅館は廃業したが、離れは魯山人寓居跡「いろは草庵」となっている。
- 河路豊吉 -（かわじ とよきち、生年不詳-1933）長浜・北国街道呉服町の紙文具商「紙平」主人。祖父の光応[注釈 25]、父の光福はともに文学者として知られ、豊吉も芸術的な素養に恵まれていた。河路は本業の紙商いの傍ら、「淡海」[95]と号する数寄者として芸術家を後援した。河路は魯山人に扁額の制作を依頼し、できあがったのが「淡海老鋪」（たんかいろうほ）という刻書看板である[注釈 26]。なお、魯山人は河路に連れられて浜ちりめん問屋の浅見又蔵邸である「慶雲館」とその庭園を観せられ、この伊藤博文の命名による書院造の建物に触発されて、のちに星岡窯の敷地に移築した建物に「慶雲閣」と名付けた。
- 柴田源七 -（しばた げんしち、1866-1926）元禄時代から代々「源七」を名乗る長浜の浜ちりめん問屋で呉服太物商[96]。十代目源七は第二十一国立銀行銀行の頭取を務め、数寄者としても膽山（たんざん）と号する文人画家として活動した。魯山人は源七の中国趣味に設えられた応接間「同風軒」のために扁額を制作し[97]、彼を通じて内貴清兵衛の知遇を得た。
- 内貴清兵衛 -（ないき せいべえ、1878-1955）数寄者。京都の染物問屋「錢清」の長男・清之助として生まれるが、若くして家督を弟の富三郎に譲り、自分は洛北の松ヶ崎山荘と名付けた別荘に住み、多くの芸術家の後援者となった。魯山人が内貴からの依頼で制作した刻書看板には八百三[98]の「柚味噌」（ゆうみそ）や、源田紙業（英語版）の「御水引老鋪」（おんみずひきろうほ）[注釈 26]などがある。
- 安藤与惣次郎 - あんどう よそじろう、建築家。星岡茶寮の会員であり、安藤が建てた北国街道安藤家の庭園にある書院「小蘭亭」の内装は魯山人の代表作のひとつ。
- 正木通太郎 - 1624年創業の旅館「白銀屋」主人。二十八歳で早世し、未亡人のあいが店を継いだ。現在は星野リゾート「界 加賀」として営業しており、魯山人による「白銀屋」看板や「白掛鉄色絵雪笹小皿」などのゆかりの品も見ることができる。現在は何必館・京都現代美術館に収蔵されている蘇軾詩の刻字屏風「前赤壁賦」も白銀屋の依頼で彫られたものである。
- 中野忠太郎 - （なかの ちゅうたろう、1862-1939）新潟県の実業家、数寄者。新津油田を掘り当てた中野貫一の長男で、日本有数の美術コレクター[99]。魯山人に金襴手の制作を依頼した。詳細は白崎秀雄『北大路魯山人』のエピローグで語られている[100]。
- 塩田岩治 -（しおだ いわじ、1895-1983）㈱利根ボーリングの創業者。魯山人とは天ぷら屋で偶々隣り合わせの席になったことで意気投合し後援者になったという逸話があり、魯山人は塩田のことを利根ボーリングにかけて利根坊と呼んだ[101]。塩田は星岡窯の地下水汲み上げ工事も請け負っている。自身が蒐めた魯山人作品157点からなる塩田コレクションは世田谷美術館に寄贈されている[102]。

#### 料理屋
- 中嶋貞治 - 魯山人時代の「星岡茶寮」初代料理長、中島貞治郎の孫にあたる。
- 別府哲二郎 -（1889-1971）幕末から続く鰻屋「竹葉亭」（ちくようてい）三代目主人。二代目・金七の息子で、陶器のコレクターとしても知られた[103]。別府は星岡茶寮の機関紙「星岡」にも寄稿しており[104]、戦後は魯山人作品頒布会の世話人としても協力した[105]。
- 福田マチ - （1898-1952）割烹旅館「福田家」（ふくだや）の御上。虎ノ門にあった片岡仁左衛門邸を購入して旅館に改築し、私淑していた魯山人の薫陶のもとで1939年（昭和14年）10月に旅館を開業。空襲で焼失したのちは紀尾井町に移転し現在に至る[106][107]。なお、マチの妹である豊子は戦後「火土火土美房」の店主になっている。魯山人は1952年にマチが没した時、追悼文を書いてその死を悼んだ[108]。
- 今田壽治 -（いまだ ひさじ、1911-1985）銀座の寿司屋「久兵衛」の初代店主。魯山人は1951年から「久兵衛」に足繁く通い、うまいものを食べに行くときもしばしば今田を同伴させた。看板「久兵夷」は魯山人の揮毫によるもので[109]、1950年代における魯山人のトレードマークとなった、握りに銀の帯が巻かれた杖は今田から贈られたものである[110]。

#### 工芸家
- 荒川豊蔵 ‐ 陶芸家。宮永東山窯で絵付けの仕事をしていた時に魯山人と出会い、1924年（大正13年）に星岡窯の初代技術主任に就任する。1933年（昭和8年）、荒川は美濃山中の発掘調査で志野焼の陶片を発見し、志野焼の瀬戸発祥説を覆した[111]。これは魯山人の芸術的志向が中国から桃山時代の日本に移行するひとつのきっかけとなった。
- 松島文智 -（まつしま ふみとも、1898-1982）- 陶工。九谷焼の陶工で星岡窯で働いていた父親の招きで1927年（昭和2年）に星岡窯の二代目技術主任となり、以後1957年まで星岡窯の窯業の主幹となった。
- 山越弘悦 -（やまこし こうえつ、1897年-没年不詳）- 陶画家。大正時代から東京の陶器店で絵付けを始め、京都の宮永東山窯で活動したのち1934年（昭和9年）ごろ星岡窯に招かれる。以後1938年まで星岡窯で魯山人の赤絵の制作に協力した。
- 川喜田半泥子 - 陶芸家、数寄者。東の魯山人、西の半泥子と並び称され、本業の銀行業のかたわら、やきもの好きが昂じて陶芸家としても活動した。魯山人とは毒舌家でアマチュア同志という共通点があった。
- 金重陶陽 - 陶芸家。魯山人が備前焼を始めるきっかけを作り、1952年から翌年にかけて魯山人と共同で多くの作品を生み出す。
- 辻輝子 - 陶芸家。1955年（昭和30年）9月、日本画家の内山雨海（うちやま うかい、1907-1983）が発起人となって網代の旅館で催された「伊勢海老を食べる会」に友人だった岡本太郎が辻を誘ったことが縁で魯山人と知り合う。初対面は喧嘩腰だったものの、まもなく魯山人邸の宴にも招かれ、若狭小鯛とコウイカの刺身、慈姑の煮つけなどの手料理を振舞われる[112]。以後も岡本ともども魯山人と交流を続け、辻は魯山人は少年のような心を持っていると評した[113]。
- 北大路泰嗣 - 魯山人の孫・陶芸家。美術品の買取・販売を行うカーム株式会社（愛知県名古屋市）の顧問鑑定士を務めている。開運!なんでも鑑定団で泰嗣が出演するCMが流れる（テレビ愛知・静岡第一テレビ）。
- 遊部外次郎・重二父子 - 漆芸家。遊部外次郎（あそべ そとじろう 1878-1953）は石斎とも号し、息子の重二（しげじ 1905-没年非公表）とともに星岡茶寮時代から戦後にかけて魯山人作品の漆工を手がけた。
- 前田友斎 -（まえだ ゆうさい）京都の指物師。晩年の魯山人作品の共箱を手がけた。

#### 芸術家
- イサム・ノグチ － 彫刻家。山口淑子と結婚した当時、星岡窯の家に逗留し新婚生活を送った。魯山人のポートレイトや作品も撮影している。
- 岡本太郎 - 芸術家。岡本可亭の孫で岡本一平の長男。魯山人は一平と同世代で、内弟子として南鞘町の可亭宅に住み込んでいたときから家族ぐるみの親交があった。1928年に岡本がパリに渡欧する際、魯山人は岡本一家を星岡茶寮に招いて送別会を開いた。戦後も岡本とは周囲が気を揉むほどに遠慮会釈ない物言いをする一方、うまいものを御馳走するなど親しい付き合いを続けた。

#### 研究者・文筆家
- 柳宗悦 - 一時期交流があった。
- 青山二郎 - 一時期交流があった。
- 吉田耕三 - 美術評論家、陶芸家。日本画家速水御舟の甥。小山富士夫、荒川豊蔵、北原大輔、魯山人に師事する。1960年から陶磁器に関する機関紙「陶説」を刊行。魯山人に関する最初期の伝記を書く。
- 白崎秀雄 - ノンフィクション作家。数寄文化の研究者として知られる。
- 秦秀雄 - 美術評論家・古美術鑑定家。魯山人を星岡茶寮から追放した仕掛け人と言われている。井伏鱒二の『珍品堂主人』のモデルにもなった骨董商で、星岡茶寮の支配人をしていた[3]。
- 小島政二郎 - 作家。小説『北落師門』（中央公論社）や、魯山人邸の観桜会に招かれた際の体験を記した随筆『魯山人の招待宴』がある[114]。
- 平野雅章 - 魯山人の晩年の弟子で料理史研究家。魯山人の著作や評伝を刊行。
- 阿井景子 - 作家。晩年の魯山人の口述筆記も担当した。
- シドニー・ベンジャミン・カルドーゾ (Sidney Benjamin. Cardozo)  - アメリカ合衆国の日本の陶磁器（英語版）研究家。(1916年生 - 2002年2月17日にパーキンソン病のため没[115][116]。1987年に平野雅章、ジュリエット・カーペンターとの共著で " Art of Rosanjin" を刊行（講談社インターナショナル）。

### 大衆文化への影響
- テレビドラマ「炎の料理人・北大路魯山人」 - 緒形拳（主演）、岩間芳樹（脚本）、倉内均（演出）、白崎秀雄（監修）ほか、NTV、1987年6月30日放送
- テレビドラマ「魯山人のかまど」 - 小林薫（主演）、古川琴音、中江裕司（脚本・演出）ほか、NHK、2026年春放送[117]
- キリンビバレッジ「生茶」 - CMに用いられた。
- 美味しんぼ - 作中に登場する海原雄山は魯山人がモデル（海原は魯山人の孫弟子という設定）。